# Лукашик Степан Іванович
Степа́н Іва́нович Лука́шик (5 листопада 1953, Невір — 2 травня 2011, Львів) — український науковець та державний діяч, кандидат економічних наук, почесний громадянин Яворівського району, почесний громадянин міста Новояворівськ, посол української економіки в Польщі.
5 ранг державного службовця України.

## Життєпис
Народився 5 листопада 1953 року в с. Невір, Любешівського району Волинської області; українець; батько Лукашик Іван Йосипович (1924 року народження), мати Лукашик Марія Прокопівна (1924 року народження); дружина Лукашик (Коцаба) Оксана Ярославівна (1955 року народження) — архітектор; син Богдан (1979 року народження) — юрист.

## Освіта
Львівський сільськогосподарський інститут, архітектурний факультет (1974—1979 рр.).
Кандидатська дисертація «Розвиток та використання природно-ресурсного потенціалу прикордонного району в умовах створення спеціальної економічної зони» (Інститут регіональних досліджень НАН України, 1999 рік).
Автор наукових праць: «Особливості соціально-економічного розвитку прикордонних адміністративних районів України» (1998 р.), «Розвиток природно-ресурсного потенціалу прикордонного регіону в умовах СЕЗ» (1998), «Підходи і напрямки діяльності щодо екологічно зорієнтованого розвитку регіону в умовах СЕЗ „Яворів“»(2000) та ін.

## Біографія
Військова служба: 1972—1973 служба в лавах армії СРСР в Німеччині.
- 11.1979—01.1980 роки — старший інженер архітектурно-планувальної групи при районному архітекторі Яворівського району Львівської області.
- 01.1980—09.1980 роки — начальник архітектурно-планувальної групи при районному архітекторі Яворівського району Львівської області.
- 09.1980—11.1988 роки — районний архітектор Яворівського району Львівської області.
- 11.1988—05.1992 роки — заступник голови виконавчого комітету Яворівської районної ради народних депутатів.
- 05.1992—06.1994 роки — заступник глави Яворівської районної державної адміністрації.
- 06.1994—04.1998 роки — голова Яворівської районної ради народних депутатів.
- 09.1995—02.2003 роки — голова Яворівської районної державної адміністрації.
- 02.2003—01.2005 роки — заступник голови Львівської обласної державної адміністрації.
- 01.2005—05.2007 роки — директор Інституту транскордонного співробітництва та європейської інтеграції при Західному науковому центрі НАН України.
- 05.2007-08.2010 роки — начальник Головного управління містобудування, архітектури та просторового розвитку Львівської обласної державної адміністрації.
- 08.2010-05.2011 роки — начальник Головного управління з питань ЄВРО 2012, містобудування та будівництва Львівської обласної державної адміністрації.

Помер 2 травня 2011 року. Похований на  1 полі Голосківського  цвинтаря.

## Відзнаки

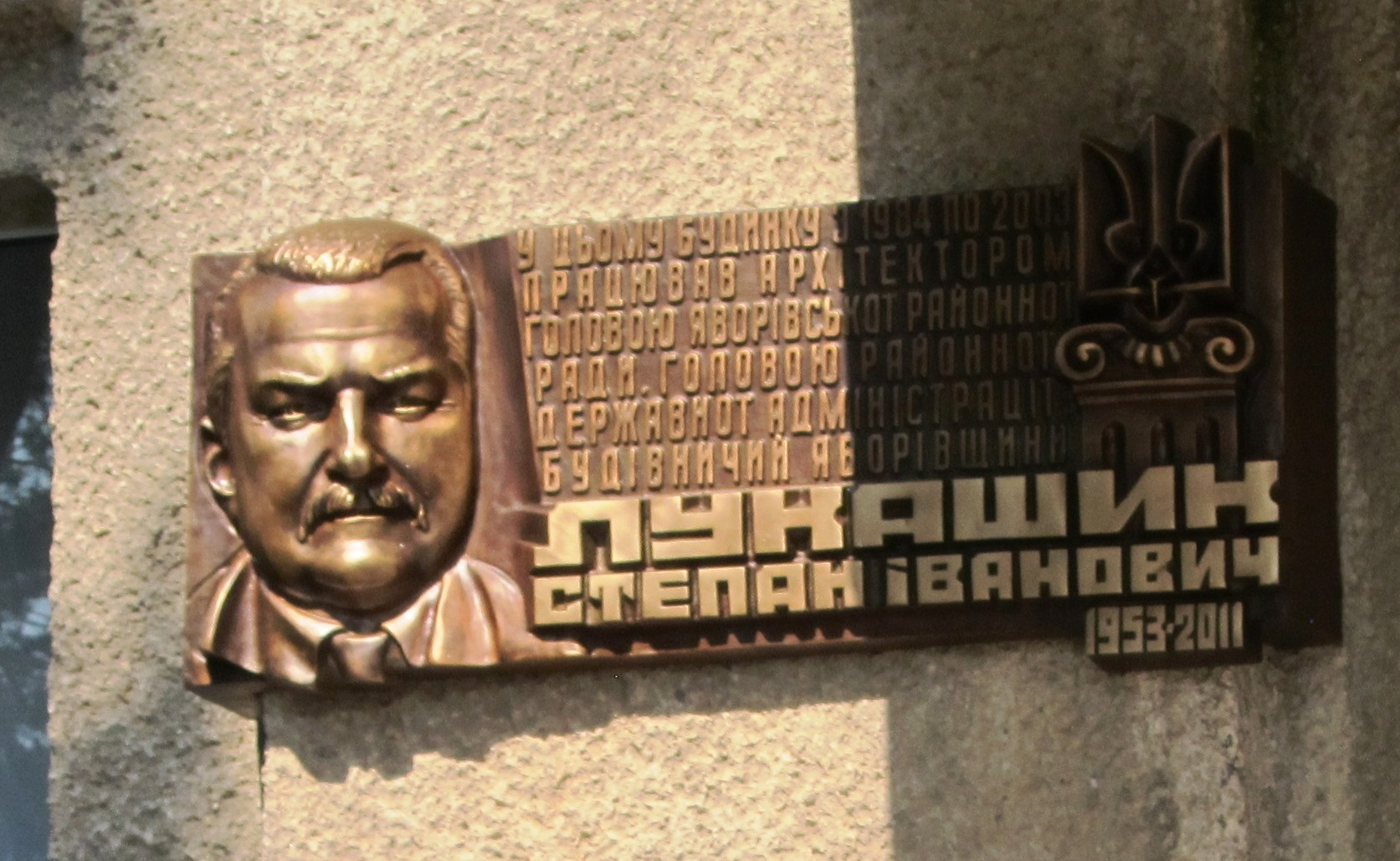
Меморіальна дошка в Яворові

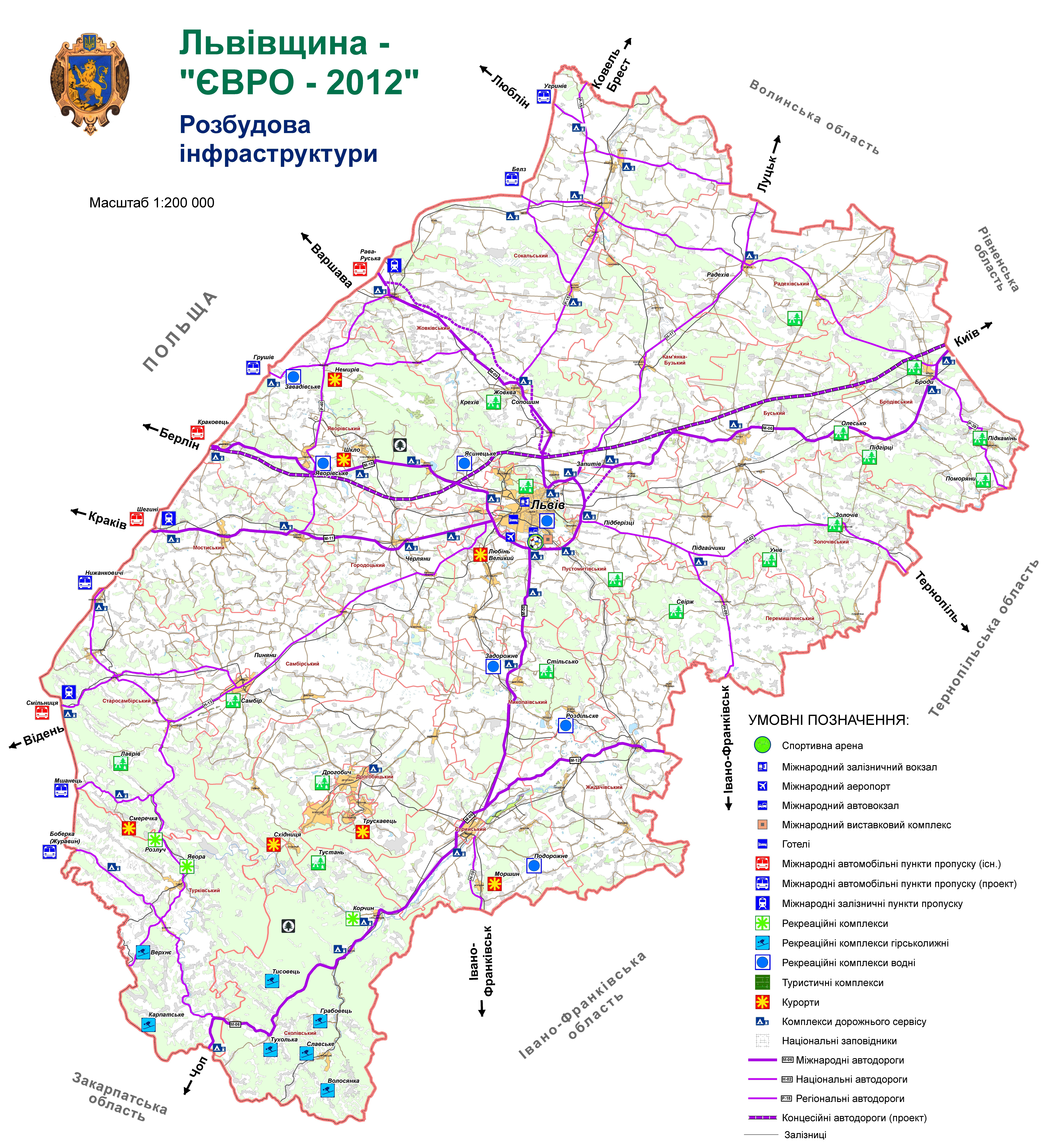
Розвиток інфраструктури дав економічний поштовх Львівщині

Орден «За заслуги» III ступеня (12.1997).
Відзнака «За сумлінну службу в Прикордонних військах України».
Рішенням № 152 Х сесії VI скликання Яворівської районної ради Львівської області, 27 грудня 2011 року, за зверненням громадськості, присвоєно (посмертно) звання «Почесний громадянин Яворівського району» за визначні заслуги перед районом у соціально-економічній сфері, вагомий особистий внесок у національно-культурне і духовне відродження Яворівщини та підвищення авторитету Яворівського району на державному та міжнародному рівні.
04 квітня 2012 року за ініціативою депутатів Яворівської районної ради, трудового колективу Яворівської районної державної адміністрації, підприємців Яворівщини, духовенства усіх конфесій урочисто відкрито та освячено пам'ятну дошку Лукашику Степану Івановичу на фасаді адмінбудинку Яворівської районної ради/Яворівської районної державної адміністрації.
08 липня 2012 року за зверненням громадськості Рішенням № 602 позачергової урочистої XXV сесії VI скликання Новояворівської міської ради Яворівського району Львівської області Лукашику Степану Івановичу присвоєно (посмертно) звання «Почесний громадянин міста Новояворівська».[неавторитетне джерело]

## Особисті заслуги

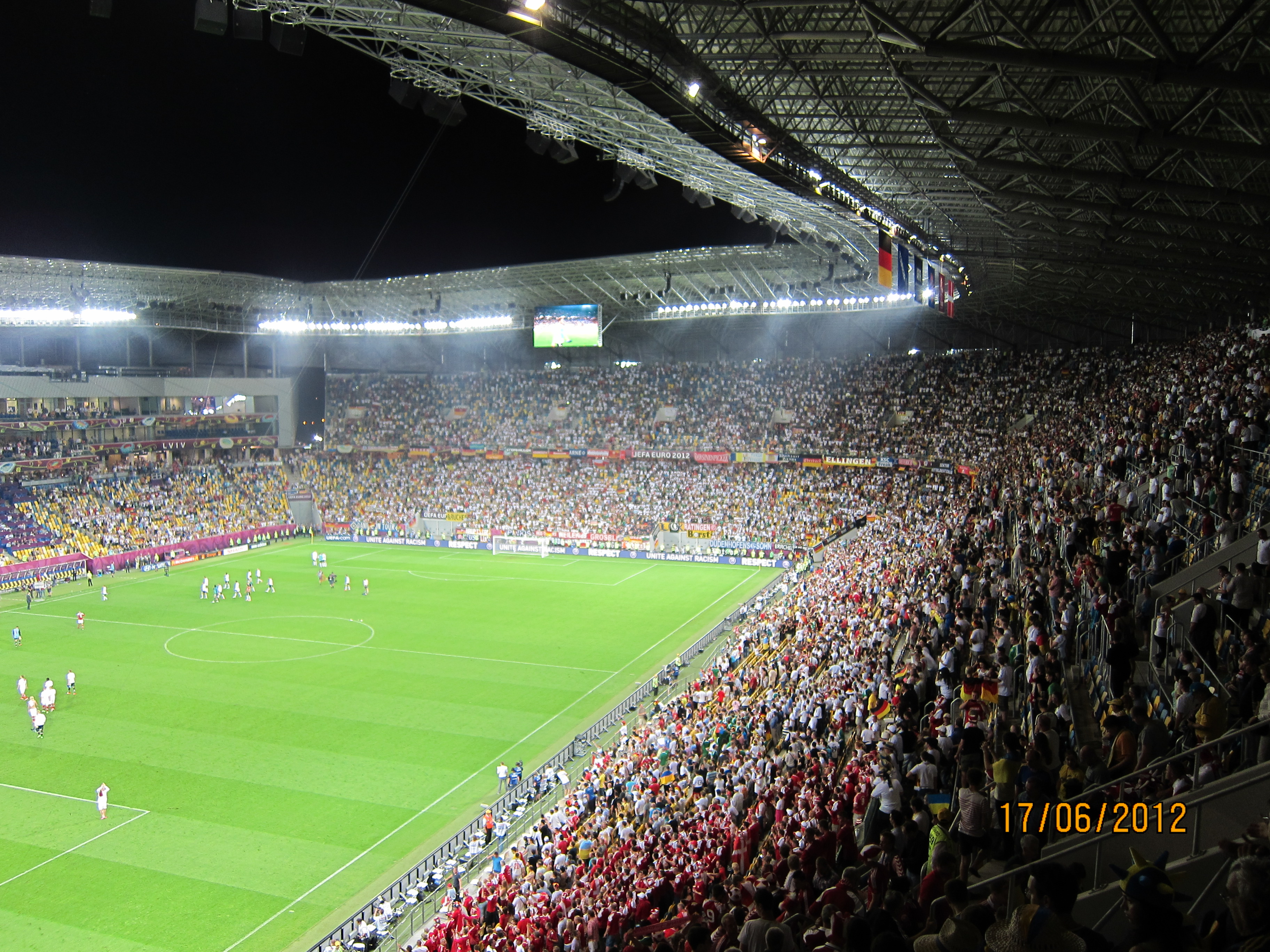
Перші матчі на Арені Львів

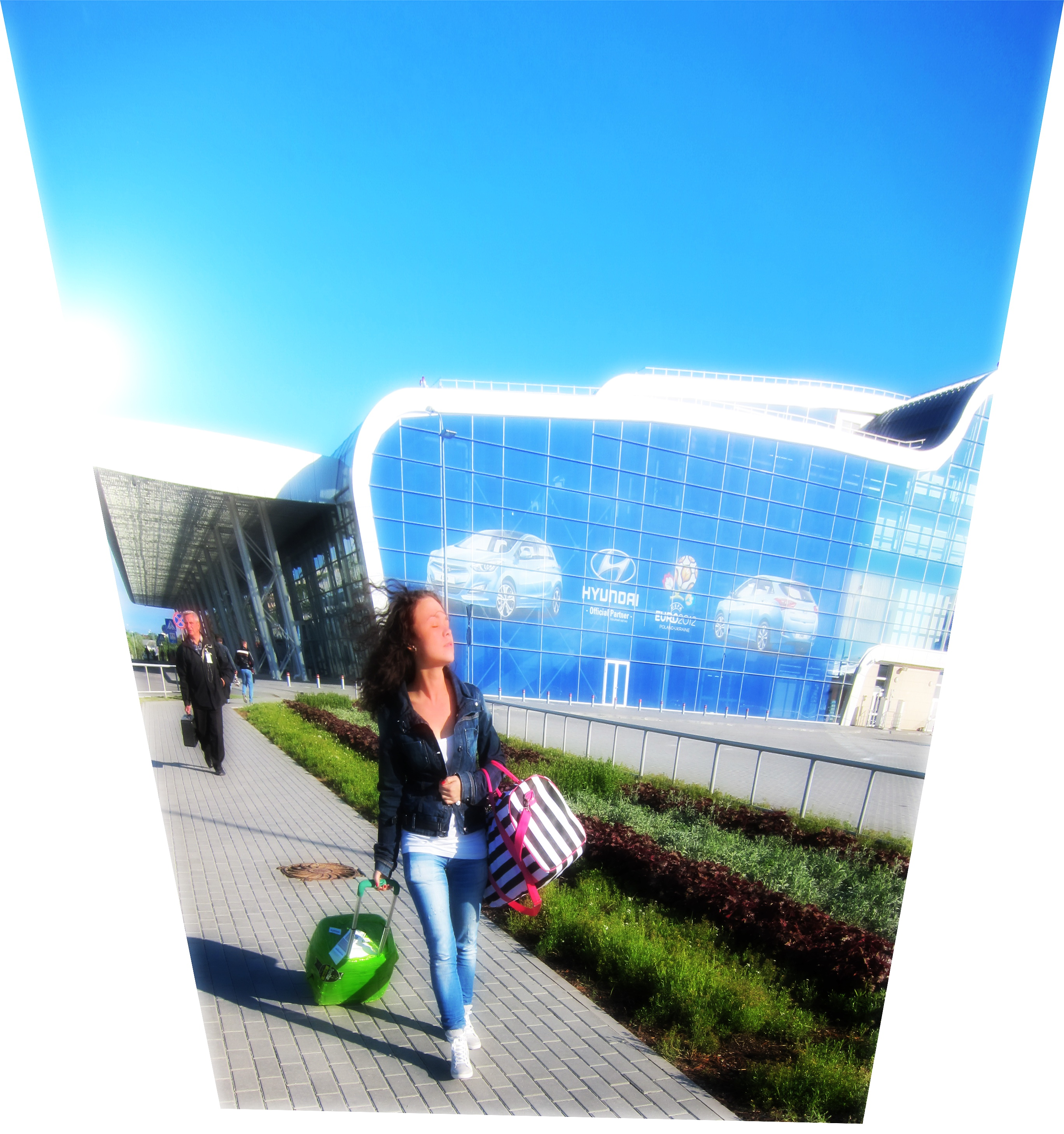
Міжнародний аеропорт «Львів»

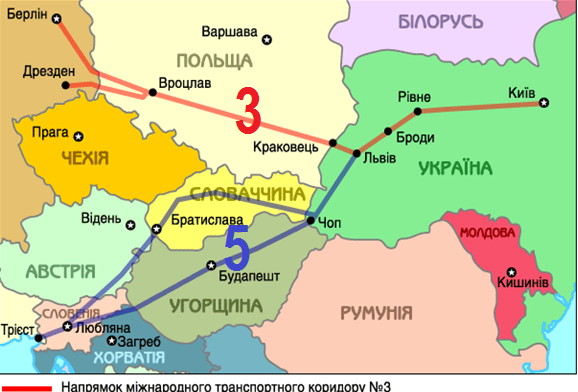
Третій транспортний коридор проходитиме через Яворівщину

- створення Спеціальної економічної зони «Яворів»[4]
- будівництво пункту пропуску через державний кордон «Краковець»[5]
- реконструкція пункту пропуску через державний кордон «Рава-Руська»
- будівництво нового аеровокзалу, перону та ВП смуги Аеропорту імені Данила Галицького у Львові[6]
- будівництво нового стадіону у Львові Арена Львів[7]
- капітальна реконструкція доріг у Львові та Львівській області за програмою підготовки Львівщини до Чемпіонату Європи з футболу 2012 року
- розробка програми будівництва нових та реконструкції існуючих споруд для зимових видів спорту у Львові та Львівській області на виконання національного проекту Олімпійська надія України 2022
- автор ідеї та розробник проекту "Великий Львів" — план збільшення адміністративної площі міста Львова шляхом приєднання до нього суміжних сіл (с. Зубра, с. Пасіки-Зубрицькі, с. Горішній, с. Лисинич, с. Підбірці, с. Малехів, с. Муроване, с. Сороки-Львівські, с. Бірки, с. Рясне-Руська, с. Холодновідка, с. Лапаївка, с. Скнилів, с. Сокільники, с. Солонка)
- автор ідеї та розробник проекту будівництва нової концесійної автомагістралі Краковець — Броди
- спільно із старостою Ярославського повяту (Польща) Томашем Ороновічем відстояв «затвердження» на Пан-Європейських конференціях з питань транспорту локалізацію (проходження) третього критського коридору через територію Яворівського району
- будівництво та відкриття пантеону о. М.Вербицького в с. Млини (Польща)- автору державного гімну України
- будівництво та відкриття церкви-музею митр. А.Шептицького в с. Прилбичі
- ініціювання та погодження на міждержавному рівні відкриття нових пунктів пропуску через державний кордон України «Угринів», «Варяж», «Белз», «Грушів», «Нижанковичі», «Мшанець», «Журавин-Боберка»
- створення та розвиток програми транскордонного співробітництва між прикордонними районами України та прикордонними повятами Польщі
- заснування та розвиток пісенного фестивалю-конкурсу молодих виконавців Молода Галичина[8]
- спорудження памятників Т. Шевченку, митр. А. Шептицькому, о. М. Вербицькому, С. Бандері, Р. Шухевичу, І. Мазепі, О. Маковею

## Володіння мовами
Українська, польська, російська, німецька.

## Захоплення
Спорт, дизайн, ландшафтна архітектура, сакральне мистецтво.

## Посилання

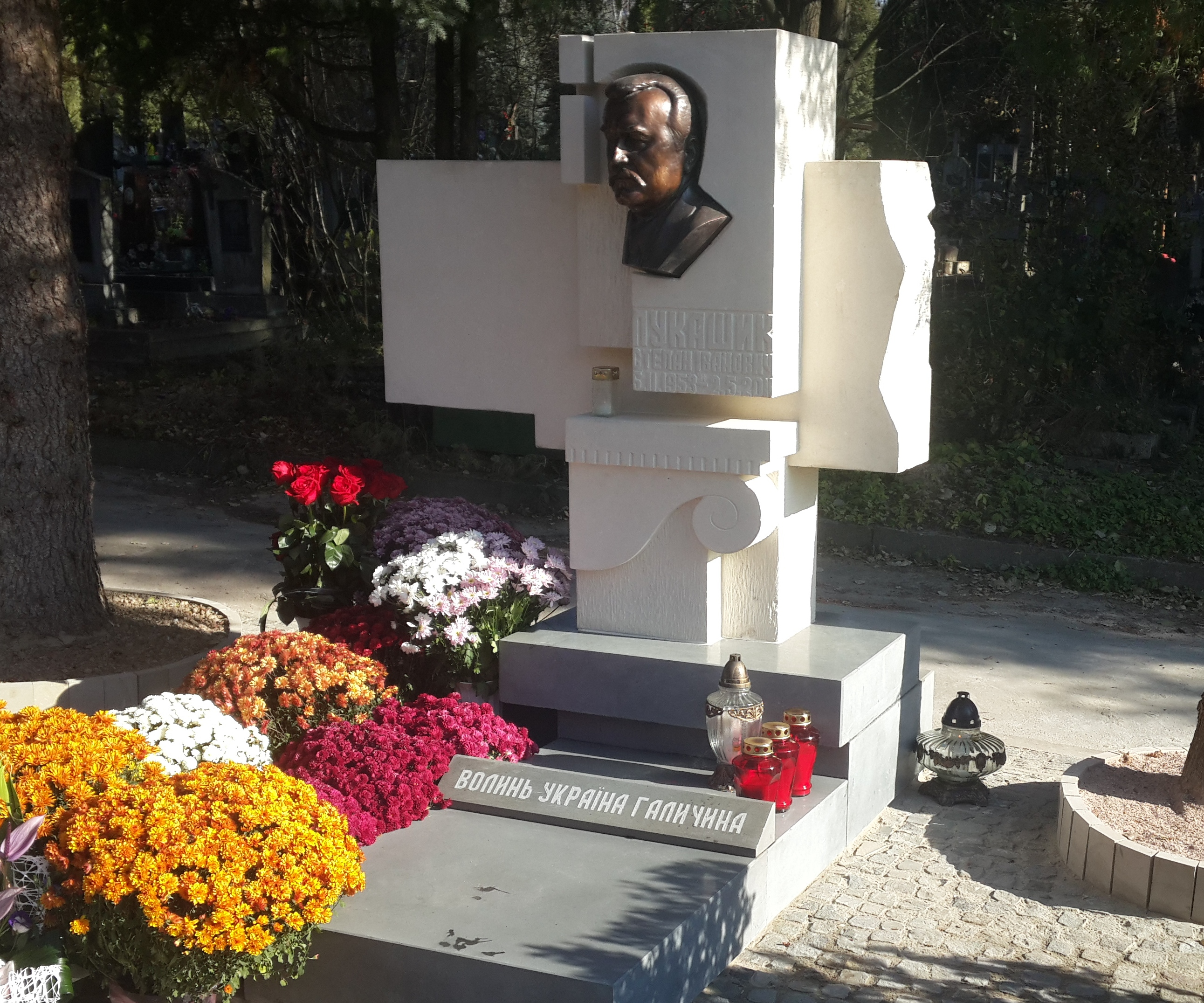
Пам'ятник на Голосківському цвинтарі (Львів)